# Heidelberg College

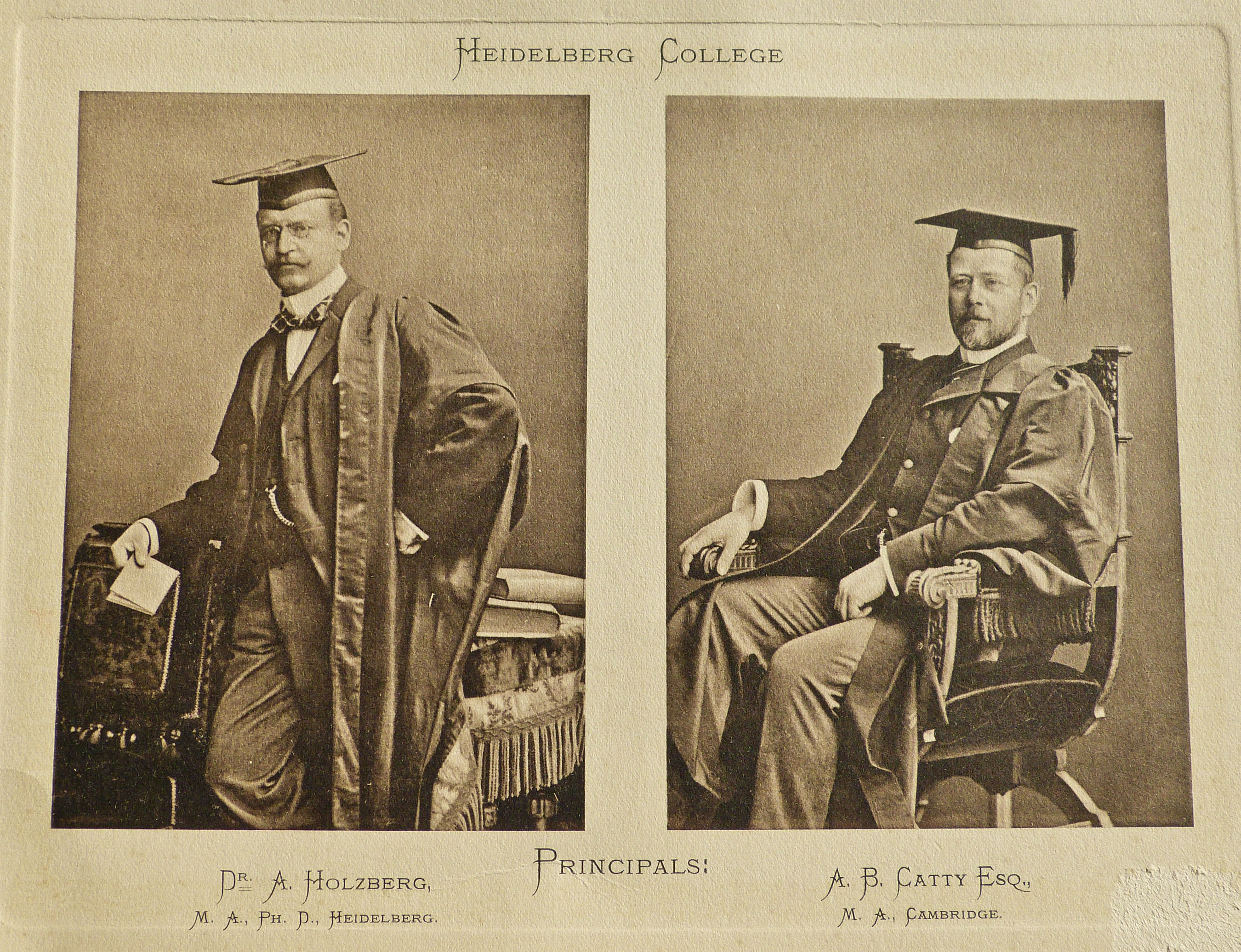
Gründer Catty und Holzberg

Das Heidelberg College ist ein staatlich anerkanntes Privatgymnasium mit angeschlossenem Internat für Jungen und Mädchen in Heidelberg, das Mitglied im Bundesverband deutscher Privatschulen ist. 1887 wurde das Heidelberg College als englische Schule gegründet, 1906 wurden Schüler und Tradition des älteren Neuenheim College übernommen, so dass das Heidelberg College auf über 175 Jahre Schulgeschichte zurückblickt und somit die älteste nicht-kirchliche Internatsschule Baden-Württembergs ist. Das Privatgymnasium ist eine koedukative Internats- und Tagesschule, die vier Profile (Fremdsprachen, Naturwissenschaften, Kunst und Sport) und eine Ganztagsbetreuung anbietet.

## Neuenheim College

### Geschichte des Neuenheim College
In den meisten Quellen wird das Jahr 1843 als Gründungsjahr des Neuenheim College genannt, wahrscheinlich existierte aber schon vor 1814 in der Hauptstraße 84 ein kleines Pensionat für Privatschüler im Hause des Gymnasiallehrers und Direktors Karl Philipp Kayser, so dass die Anfänge rund 30 Jahre vor dem „offiziellen“ Gründungsdatum liegen. Aus diesem kleinen Pensionat des Herrn Kayser, der auch Professor für Klassische Philologie und Sekretär der Universitätsbibliothek Heidelberg war, entstand eine kleine Schule, die als Familienbetrieb geführt wurde und internationale Anerkennung erfuhr, so dass vor allem französische, aber auch in steigender Zahl englische Schüler das Institut besuchten. Nach dem Tod Karl Philipp Kaysers übernahm die Witwe Gertrud Kayser die praktische Leitung und Repräsentation der Schule. Als sie 1843 verstarb, kam es zu organisatorischen Änderungen, die wahrscheinlich dazu führten, dass 1843 zum offiziellen Gründungsjahr wurde. Seit 1844 war Thomas Gaspey, Verfasser zahlreicher Lehrbücher, an der Schule tätig. 1856 gründete er in der Schiffgasse ein „Englisches Knabeninstitut“, mit dem das „Kaysersche Institut“ verschmolz.
1858 zog das Institut in die Schiffgasse 4 um, 1861 wurde das Schulhaus in die Bergheimer Straße 45 verlegt, wo die Schule bis 1886 verblieb. Nachdem Thomas Gaspey 1857 Privatdozent an der Ruprecht-Karls-Universität Heidelberg wurde, übernahm sein Stellvertreter Lambeck die Organisation der Schule, der bis 1864 einen Zuwachs der Schülerzahl auf fast 70 verzeichnen konnte. Noch zu Lebzeiten Gaspeys, der 1871 überraschend in London verstarb, übernahm de facto 1870 Heinrich Klose, Sprachlehrer für Englisch und verdienter Bürger um die Entwicklung des Stadtteils Neuenheim, die Leitung der Schule. Sank aufgrund des Deutsch-Französischen Kriegs von 1870/1871 die Schülerzahl auf unter 30, erhöhte sie sich wieder bis 1876 auf über 70. In diesem Jahr fand auch der Umzug nach Neuenheim in die Mönchhofstraße (zwischen Quincke- und Keplerstraße) statt. In dieser Zeit gewann der Sport für das Profil der Schule zunehmend an Bedeutung.
Ende des Jahres 1882 zog sich Klose zurück und die Schule wurde von dem gebürtigen Australier Reverend Frederick Armitage, einem wohlhabenden Mann, der in den Jahren zuvor als Sprachlehrer und Diakon in Wales und Indien tätig war, übernommen. Unter seiner Leitung bürgerte sich der Name „Neuenheim College“ ein. Das Schulleben zeichnete sich neben dem Unterricht durch sportliche Aktivitäten und Wettkämpfe sowie durch gemeinschaftliche Veranstaltungen wie zum Beispiel das „christmas dinner“ oder den „annual fancy-dress ball“ aus.

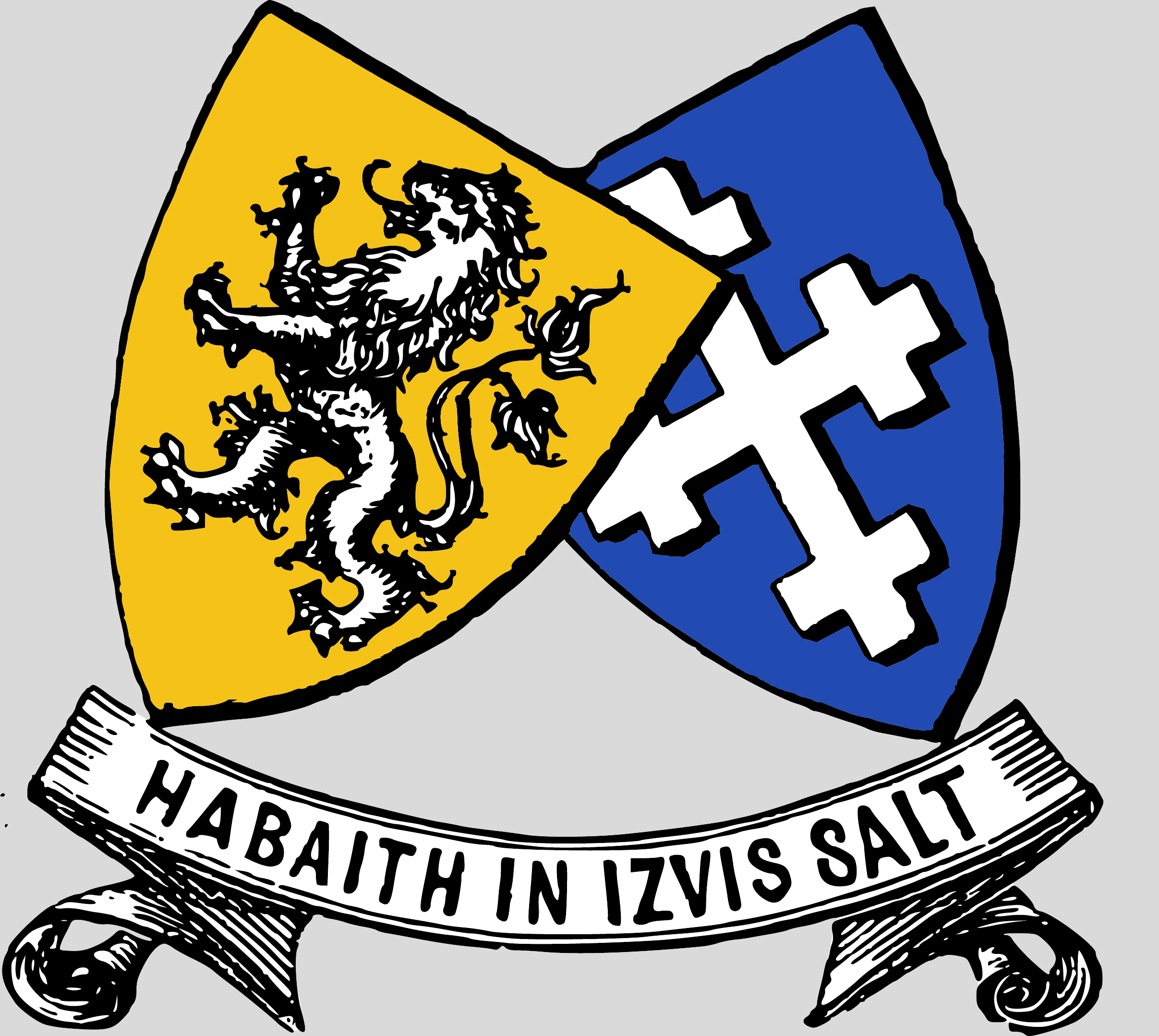
Wappen des Neuenheim College

### Profil des Neuenheim College
In der schuleigenen Werbung wurde das Neuenheim College als „größte englische Internatsschule auf dem Kontinent“ bezeichnet. Mitte der 1880er Jahre besuchten über 90 Jungen das Neuenheim College. Die Schüler wurden auf die Aufnahmeprüfungen der englischen Universitäten vorbereitet sowie für Berufs- und Militärschulen. Im Neuenheim College wurden – einzigartig auf dem Kontinent – Vorprüfungen der University of Oxford und der University of Cambridge durchgeführt.
Orientiert an den englischen Public Schools wurden im allgemeinbildenden Unterricht die Fächer Deutsch, Französisch, Englisch, Latein, Mathematik und auf Wunsch Griechisch gelehrt. Im kaufmännischen Lehrgang erhielten die Schüler eine „sachkundige Unterweisung in deutscher und französischer Wirtschaftskorrespondenz“ und wurden in Buchhaltung, Stenographie und Arithmetik unterrichtet. In prüfungsvorbereitenden Kursen erlangten die Schüler die Befähigung für ihre Ausbildung bei der Armee, Marine, verschiedenen Wirtschaftsschulen und die Studienberechtigung für die Fächer Theologie, Jura und Medizin. Das Schuljahr war in Trimester aufgeteilt; während der Ferien konnten die Schüler in deutschen oder französischen Familien untergebracht werden. Der sonntägliche Gottesdienst wurde in der englischen Kirche besucht. Eine gut ausgestattete Bibliothek mit einer großen Auswahl französischer und deutscher Bände und Zeitschriften stand zur Verfügung.
Um 1900 verfügte das Neuenheim College über ein Juniorhaus, das sich in der Mönchhofstraße 30 befand und in dem die jüngeren Schüler untergebracht waren. Im Seniorhaus (damals Mönchhofstraße 27) wohnten die über 16-jährigen Schüler. Der Unterricht fand im Schulhaus statt. Es gab weiterhin einen Speisesaal, ein Labor für den Chemie- und Physikunterricht, eine Turnhalle, drei große Handballfelder und ein 120 × 120 m großes Fußball- und Cricketspielfeld.

### Sport am Neuenheim College und Heidelberg College
Dem Neuenheim College wie später dem Heidelberg College kamen eine große Rolle bei der Einführung und Förderung englischer Sportarten wie Rugby, Rudern, Hockey, Tennis, Fußball und Leichtathletik in Heidelberg und darüber hinaus zu. In diesen Sportarten maß man sich inner- wie außerschulisch in Wettkämpfen. So stellten vor allem die Ruderregatten ein sportliches, aber auch gesellschaftliches Ereignis dar. Exemplarisch werden folgende Ereignisse für die Bedeutung des Sports in Heidelberg und darüber hinaus genannt:
Führend war das Neuenheim College in der Leichtathletik, so wurde der Schüler W.A. Landvoigt 1899 deutscher Meister im 100-Meter-Lauf. Die Rugby-Mannschaft des Neuenheim College war die erste Rugby-Mannschaft Deutschlands, die um 1850 mit einem Spiel für Aufsehen sorgte, das von den Jugendlichen der Stadt als „Durchtragerles“ bezeichnet wurde. Der Lehrer Edward Hill Ulrich gründete mit Schülern des Neuenheim College am 9. März 1872 den Heidelberger Ruderklub (HRK).
Nachdem Hockey am Neuenheim und Heidelberg College eingeführt worden war, übernahmen es 1906 offiziell auch andere Schulen, die ehemaligen Schüler der Oberrealschule in der Kettengasse gründeten daraufhin am 15. April 1905 den Hockey-Club HC Heidelberg.
Im Zuge der Fußballweltmeisterschaft 2010 wurde in Stuttgart eine Sonderausstellung zur Geschichte des Fußballs in Baden-Württemberg gestaltet. Dem Katalog ist zu entnehmen, dass das bislang älteste überlieferte Assoziationsfußballspiel vom 17. November 1888 in Südwestdeutschland zwischen dem English Football Club Freiburg und dem Heidelberg College Football Club ausgetragen wurde und 2:2 endete.

### Bedeutende ehemalige Schüler
- Frank Nelson (1883–1966), Politiker[15]
- John Hassall (1868–1948), Illustrator[16]
- Frank Peyton Skipwith (1861–1951), Architekt[17]
- Vyvyan Holland (1886–1967), zweiter Sohn von Oscar Wilde, Autor und Übersetzer[18]

## Heidelberg College

### Das Ende des Neuenheim College und der Aufstieg des Heidelberg College

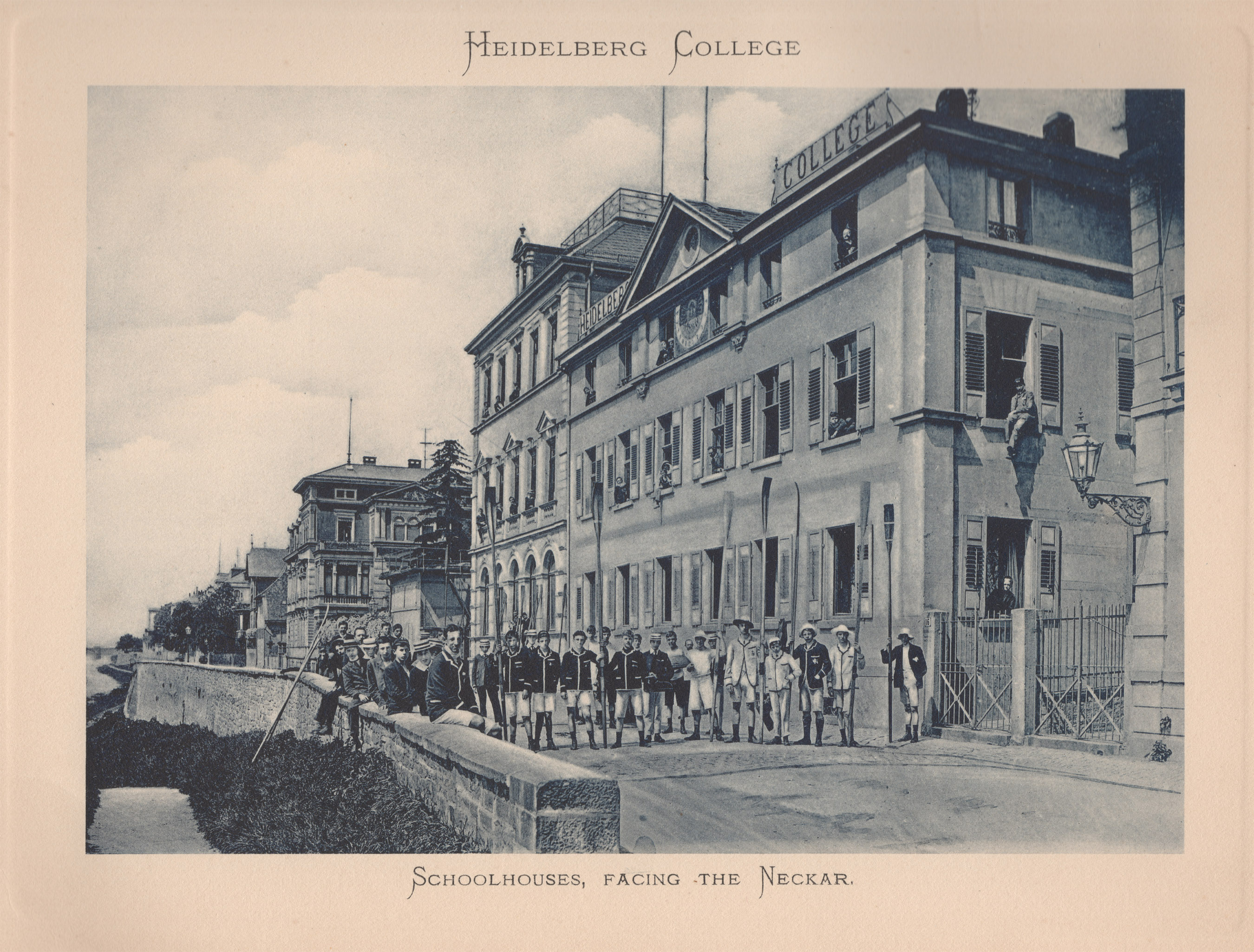
Heidelberg College um 1900

Der Grund, warum im Jahr 1887 drei Lehrer des Neuenheim College, Albert Holzberg, A.B. Catty und Walter Lawrence, in der Neuneheimer Landstraße eine eigene Schule gründeten, kann nicht mehr abschließend geklärt werden. Der Unterricht begann mit drei Lehrern und vier Schülern, jedoch stieg die Schülerzahl bereits im ersten Jahr auf 22 an. Die Mehrzahl der Schüler kam aus England und es wurde großen Wert auf die Ausbildung in Deutsch und Französisch gelegt. Die Schule bereitete auf die Aufnahmeprüfungen englischer Universitäten und der Militärakademien vor. Aufgrund steigender Schülerzahl wurde in der Neuenheimer Landstraße 1888 das Schulgebäude Nr. 16 um einen Speisesaal erweitert, 1890 wurde Haus Nr. 24 erworben. In diesem „Senior Haus“ wohnten die älteren Internatsschüler und im Erdgeschoss wurden die Naturwissenschaften Physik und Chemie untergebracht. 1898 wurde auf der Westseite des Anwesens Nr. 16 ein Anbau errichtet, um Unterrichtsräume, Turnhalle und Bootskeller zur Verfügung zu stellen. Im Jahr 1900 wurde die „Villa Bergfried“ in der Neuenheimer Landstraße 22 erworben. Dort wohnte die Familie Holzberg mit ausgewählten Schülern, wie den damaligen Infanten von Spanien, Louis-Ferdinand d’Orléans und Alphonse d’Orléans und dem thailändischen Königssohn Rangsit Prayurasakdi.
Für 1000 Goldmark übernahm 1906 das Heidelberg College die übrigen Schüler des Neuenheim College sowie dessen Tradition. Bis zum Ersten Weltkrieg war es eine englische Schule mit internationalem Ansehen. Im Jahr 1906 wurde das Heidelberg College von einem Inspektor der Londoner Universität überprüft. Dieser legte dem „Army Council“ einen so wohlwollenden Bericht vor, dass das Heidelberg College die einzige Schule außerhalb Großbritanniens war, die Schulabgangszertifikate für die British Army ausstellen durfte. Zum 25-jährigen Bestehen bekam Albert Holzberg das „Ritterkreuz erster Klasse des Zähringer Löwenordens“ vom Großherzog von Baden.

### Erster Weltkrieg, Nationalsozialismus und Zweiter Weltkrieg
Mit Kriegsausbruch 1914 wurde die Arbeit der letzten 27 Jahre fast gänzlich zerstört. Die englischen Lehrer und Schüler mussten das Land verlassen, wer es nicht rechtzeitig schaffte, wurde in Ruhleben bei Berlin interniert. Die Anteile A.B. Cattys wurden beschlagnahmt, Albert Holzberg musste sie öffentlich ersteigern, was nur durch den Verkauf der Villa Bergfried finanziert werden konnte. Während des Krieges diente die Schule als Lazarett, ein provisorischer Operationssaal befand sich im Waschraum der Turnhalle. Nach dem Krieg begann der Unterricht 1917 mit sieben Schülern, nun aber nicht mehr als englische Schule, sondern als Realgymnasium mit Internatsschülern aus Deutschland. Ab 1919 wurde das Heidelberg College aufgrund der hinzukommenden gymnasialen Oberstufe zu einer Vollanstalt, jedoch wurden bis 1940 die Abiturprüfungen extern an staatlichen Schulen abgelegt.
1933 musste die Schule in „Dr. Albert Holzbergs höhere Lehr- und Erziehungsanstalt“ umbenannt werden, 1940 wurde der linientreue Schulleiter Fahlbusch eingesetzt und das Heidelberg College bekam die staatliche Anerkennung. Die Abiturzeugnisse trugen nun den Titel „Albert Holzberg Schule Private Oberschule für Jungen Heidelberg“. Im Jahr 1944 zog die staatliche Heimschule Mosbach in die Gebäude. Im Mai 1945 kam auch dieser Schulbetrieb zum Erliegen.

### Nachkriegszeit und Wiederbeginn 1957
1945 wurden alle Gebäude durch amerikanische Truppen bis auf Haus Nr. 24 in der Neuenheimer Landstraße besetzt. Dieses Haus mietete 1946 der wissenschaftliche Springer-Verlag. Der 1947 aus der Kriegsgefangenschaft zurückgekehrte Edgar Holzberg arbeitete dort bis 1957 als Generalvertreter im Bereich Werbung. Durch diese Tätigkeit und die Mieteinnahmen konnte das wirtschaftliche Überleben der Familie gesichert werden. Als nach der Aufnahme Deutschlands in die NATO 1955 die Beschlagnahmung der Gebäude endete, verließ auch der Springer-Verlag aufgrund von Platzmangel das Haus Nr. 24. Mithilfe von Entgelt aus der Enteignung des sogenannten „Bäcker-Feldes“ (2,5 Hektar großer Sportplatz gegenüber dem heutigen Bunsengymnasium), das zum Heidelberg College gehörte, konnte am 2. Mai 1957 die Schule mit 210 Schülern und 20 Lehrern, damals noch als reine Jungenschule, wieder eröffnet werden. Da die staatliche Anerkennung nach dem Krieg verloren war, wurden die Abiturprüfungen wieder extern an staatlichen Schulen abgelegt und der Schulbetrieb musste ohne staatliche Zuschüsse finanziert werden. Trotzdem stieg die Schülerzahl bis 1959 auf 250 an, etwa ein Drittel der Schüler besuchte das Internat. Da Edgar Holzberg aufgrund der Kriegswirren kein Zweites Staatsexamen abgelegt hatte, war er selbst nie Schulleiter, jedoch die prägende Person der Schule, deren Einsatz 1977 mit dem Bundesverdienstkreuz geehrt wurde.
Im Jahr 1967 bekam das Heidelberg College die staatliche Anerkennung, so konnte das Abitur erstmals nach dem Zweiten Weltkrieg intern abgelegt werden. Ab 1978 wurden auch Mädchen am Heidelberg College aufgenommen. Als strukturell schwierig stellte sich ein häufiger Schulleiterwechsel und die Abordnung von Lehrkräften mit wenigen Stunden an das Heidelberg College heraus. Hinzu verschärfte das neugegründete Boxberg-Gymnasium als ernstzunehmende Konkurrenz die Situation noch, so dass 1980 nur noch 175 Schüler das Heidelberg College besuchten und der Fortbestand der Schule in Gefahr war.

### 1980 als Wendepunkt
Im Jahr 1980 übernahm Edgar-Julian Holzberg die Schulleitung. Über die Sommerferien konnte er einige Schülerinnen und Schüler gewinnen, so dass das Schuljahr 1980/1981 mit 221 Schülerinnen und Schülern startete. Durch den stetigen Aufbau eines festen Stamms an Lehrkräften, die nur am Heidelberg College unterrichten, der Etablierung eines mathematisch-naturwissenschaftlichen Zugs, einer sichtbaren Öffentlichkeitsarbeit, der Gründung des Freundeskreises und weiteren Maßnahmen gelang es, die Existenz der Schule zu sichern. Mit dem 100-jährigen Jubiläum der Schule, dessen Feierlichkeiten in der Aula der Alten Universität stattfanden, rückte das Heidelberg College weiter in das öffentliche Bewusstsein. Positiv nach außen wirkten ebenfalls Dritte-Welt-Projekte und Umweltaktionen (Gründung des schuleigenen Preises „Kleiner Panda“), die von hochrangigen Personen aus Politik und Gesellschaft gewürdigt wurden. So besuchte der damalige Umweltminister Klaus Töpfer das College. Waren in den 1980er Jahren die Schülerzahlen weiter zurückgegangen, stiegen sie ab 1988 stetig an. Aufgrund wachsender Aufgaben gibt es seit 1992 einen stellvertretenden Schulleiter, dieses Amt wurde bis zum Schuljahr 2014/2015 allein von Felix Bischof ausgeführt, der nach einer einjährigen gemeinsamen Übergangsphase die Aufgaben zum Schuljahr 2015/2016 an Matthias Groitzsch abgab.

### Bauliche Erweiterungen, technische Ausstattung und Signet „Digitale Schule“
Schon in den 90er Jahren fanden aufgrund der wachsenden Schülerzahlen diverse Umbauten und Renovierungen statt. Im Schuljahr 1999/2000 wurde das Haus 16 in der Neuenheimer Landstraße aufgestockt, um weitere Unterrichtsräume zu schaffen. Durch die steigenden Schülerzahlen bekam im Jahr 2002 das Haus 16a ein vollständig neues Dachgeschoss, wodurch drei Räume vergrößert wurden. Um die räumliche Situation weiter zu verbessern, wurde im Schuljahr 2010/2011 ein „Turm“ im Pausenhof gebaut, in dem fünf Unterrichtsräume untergebracht sind. Durch eine Terrassierung des Pausenhofs, aufgrund derer mehrere Ebenen geschaffen wurden, konnte trotz des Neubaus die Fläche des Pausenhofs um 130 m² erweitert werden. Auch ein großer Bereich des Gartens ist zugänglich, in dem sich ein Outdoor-Klassenzimmer befindet, das bei gutem Wetter genutzt werden kann.
Die zahlreichen An- und Umbauten, die das Heidelberg College in seiner Geschichte erlebt hat, dienten der stetigen Anpassung an die räumlichen, technischen und experimentellen Anforderungen im Laufe der Zeit. Zum Schuljahr 2011/2012 wurde das erste Smartboard installiert, in den folgenden Jahren wurden bis 2017/2018 die Hälfte aller Räume mit Smartboard/elektronischer Tafel oder PC/Laptop mit Beamer ausgestattet, um den Einsatz moderner Medien und Lehrmaterialien zu ermöglichen. Auch der pädagogische Tag des Schuljahres 2017/2018 beschäftigte sich mit dem Einsatz und Umgang neuer Medien im Unterricht.
Im Schuljahr 2018/19 wurden weitere Räume digital ausgestattet, das AG-Angebot durch die „Digitalwerkstatt“ um Programmierung, Robotik, Umweltseorik und anderes erweitert sowie die Anzahl der im Unterricht zur Verfügung stehenden iPads auf 40 erhöht. Zu Beginn des Schuljahres 2019/2020 wurde der PC-Raum umgebaut, sodass ein Maker-Place, eine Freifläche zum Aufbauen und Experimentieren, und ein Maker-Corner mit Werkzeugen, Werkbank und 3D-Drucker zur Verfügung stehen. Seit Oktober 2019 trägt das Heidelberg College das Signet „Digitale Schule“, das von der nationalen Initiative „MINT – Zukunft schaffen“ verliehen wird. Als MINT-freundliche Schule wird das Heidelberg College seit 2013 ausgezeichnet.

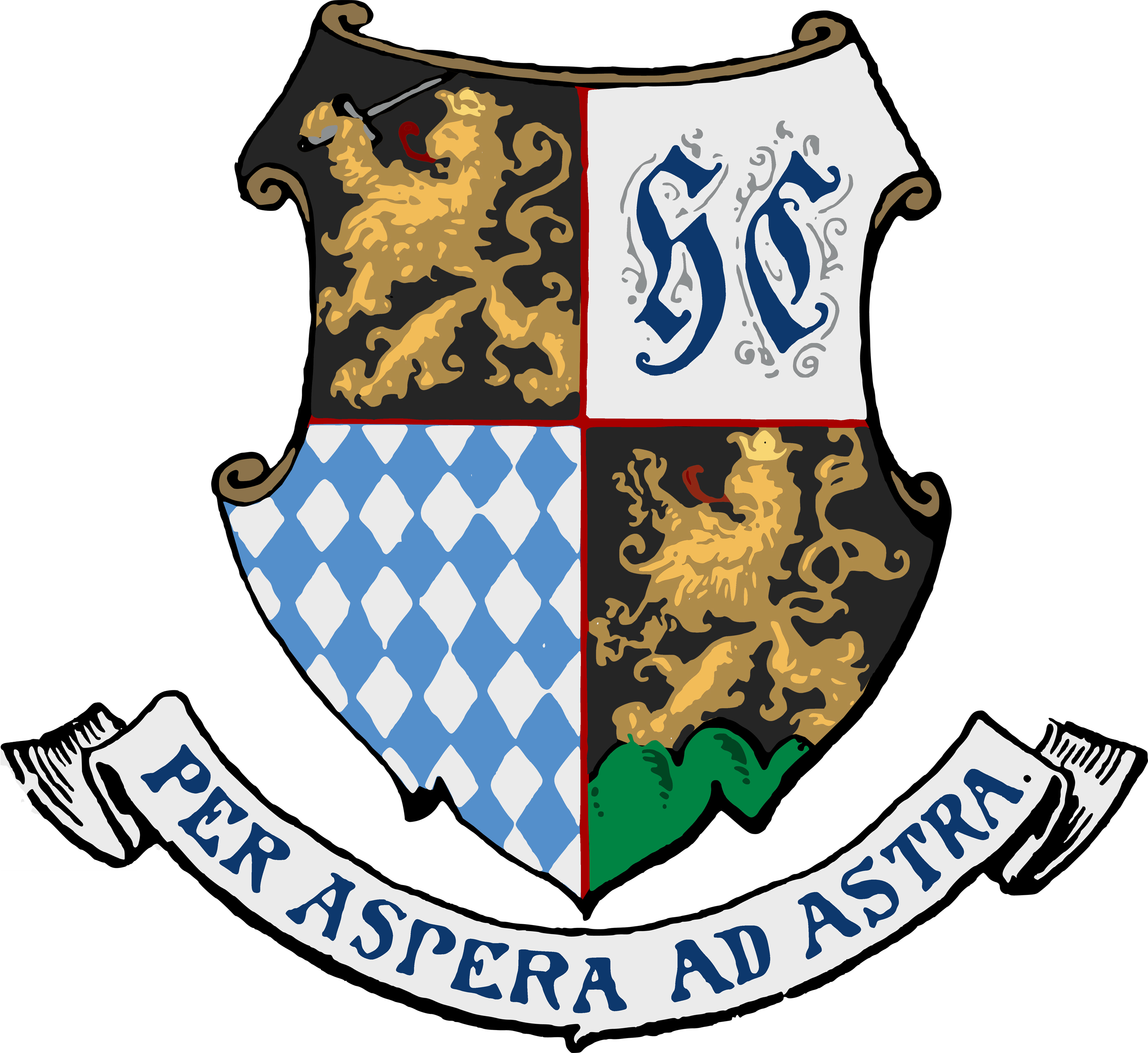
Wappen des Heidelberg College

## Struktur und Profil des Heidelberg College

### Internat und Externat mit Ganztagsangebot
Das familiär geführte Internat bietet etwa 40 Schülern eine Förderung durch die Inhaberfamilie Holzberg und weitere Mitarbeiter. Neben dem Unterricht, der Hausaufgabenbetreuung und gemeinsamen Mahlzeiten werden sportliche und künstlerisch-kreative Arbeitsgemeinschaften angeboten. Im Internat selbst befinden sich eine Küche, ein Billardraum, Tischkicker und ein Fitnessraum für gemeinsame Aktivitäten.
Das Heidelberg College wird (Stand 2018) von über 500 Schülern besucht. Frühstück, Mittagessen und Abendessen werden vom Küchenpersonal zubereitet. Aufgrund der Möglichkeit auch für externe Schüler, mittags in der Schule zu essen und im Anschluss die Hausaufgabenbetreuung zu besuchen, besteht eine Betreuung bis 15:30 Uhr.

### Profile und Zusatzangebote
In der gesamten Geschichte des Heidelberg College spielte der Sport eine große Rolle. So wird neben Kunst, Naturwissenschaft und Technik sowie Spanisch auch Sport als Profil angeboten. Die Schule nimmt an Wettkämpfen und Schulmeisterschaften – unter anderem erfolgreich im Rugby – teil. Im Jahr 2017 konnte am Heidelberg College erstmals bundesweit das Abitur in der Disziplin Rugby abgelegt werden.
Als Zusatzangebote im Fach Mathematik gibt es ab Klasse 7 Förderunterricht und für die Abiturienten Vorbereitungskurse. Des Weiteren bietet das Heidelberg College von Klasse 7–10 einen kostenlosen Zugang zum Mathematik-Online-Übungsprogramm bettermarks und für die Jahrgangsstufe 1 und 2 einen kostenlosen Zugang zu SchuLV-Lernverzeichnissen, die interaktives Lernmaterial für sieben Abiturfächer mit Lösungen sowie Zusatzmaterialien aufweisen. Des Weiteren verfügt das Heidelberg College über ein breites Angebot an Arbeitsgemeinschaften sportlicher, kreativer und kultureller Art.
Seit dem Schuljahr 2012/2013 hat das Heidelberg College einen Schulentwicklungsprozess mit einer externen Fachkraft begonnen, der zu einigen Neuerungen und Verbesserungen im Unterricht, dem Miteinander von allen am Schulleben beteiligten Personen führt und fortgesetzt wird. Es werden über die Klassenstufen hinweg Klassen- und Studienfahrten angeboten.

### Soziales Miteinander
Seit 2015 wird das regional anerkannte Konzept „Klassenführung – Gut arbeiten“ von Konflikt – KULTUR durch entsprechend ausgebildete Lehrer vornehmlich in den Klassen 5 und 6 umgesetzt, bei dem vor allem die Werte Respekt, Mitgefühl, Ehrlichkeit, Mut, Verlässlichkeit und Eigenverantwortlichkeit verinnerlicht werden, so dass erfolgreiches und soziales Lernen und Leben im „Mikrokosmos Schule“ erreicht wird. Aufgrund einer Beratungslehrerin, die auch über die Ausbildung „Sozialtraining und Mobbingintervention“ von Konflikt-KULTUR verfügt, und einer externen Beratungskraft stehen qualifizierte Personen bei Problemen und Schwierigkeiten bezüglich Lernen, Mobbing, psychischer Erkrankungen usw. zur Verfügung.
Seit 1985 besteht der Freundeskreis, dessen Ziel es ist, die Zusammenarbeit zwischen all denen, die am Schulleben beteiligt sind, zu fördern, die Schule besser auszustatten, gemeinsame schulische Veranstaltungen durchzuführen und die Verbindung zu Ehemaligen zu pflegen.
Seit 2003 unterstützt das Heidelberg College ein Kinderheim in Freidorf bei Temeswar (Rumänien), in dem zwölf Kinder zwischen elf und zwanzig Jahren leben und von drei Benediktinerinnen betreut und unterstützt werden, so dass sie ihren Lebensweg in Zukunft möglichst eigenständig gestalten können. Im Jahr 2007 wurde der Verein „Kinder helfen Kindern e. V.“ gegründet, der zu Weihnachten eine Sammelaktion durchführt. Mit dem gespendeten Geld konnten zum Beispiel sanitäre Anlagen saniert und 2012 ein Anbau fertig gestellt werden.

### Praktika und Kooperationen
In der zehnten Klasse ist es den Schülern möglich, neben dem verpflichtenden einwöchigen Betriebspraktikum im Rahmen von „BOGY“ freiwillig ein Sozialpraktikum in einem Altenheim durchzuführen. Prägende Erfahrungen, eine eventuelle Konkretisierung des Berufswunsches und ein Zertifikat werden erworben.
Der Idee des Intendanten Holger Schulze folgend, nimmt das Heidelberg College an der Kooperation zwischen Schulen und dem Theater teil. Jede Klasse bzw. jeder Kurs geht einmal pro Jahr in eine Aufführung, um das Theater kennen zu lernen und Freude daran zu entwickeln. In der Jahrgangsstufe 9 findet ein Tanztraining bei der Tanzschule Nuzinger statt, bei dem Umgangsformen beim Tanz, aber auch in Alltagssituationen, auf sportliche und lockere Art erworben werden sollen.
Die im September 2015 ins Leben gerufene Initiative „Löwen retten Leben. In Baden-Württemberg macht Wiederbelebung Schule“ wird am Heidelberg College seit dem Schuljahr 2015/2016 durchgeführt. Ab Klasse 7 werden die Schüler einmal jährlich in der vereinfachten Reanimation unterrichtet. Ebenso besteht die Möglichkeit, die Herz-Lungen-Wiederbelebung – also im Vergleich zur Herzdruckmassage auch das Beatmen des Patienten – im Rahmen des Schulsanitätsdienstes, der in Form einer AG angeboten wird, zu erlernen.

## Bedeutende ehemalige Schüler
- Rangsit Prayurasakdi (1885–1951), thailändischer Königssohn[19]
- Louis-Ferdinand d’Orléans und Alphonse d’Orléans, Infanten von Spanien[19]
- Heribert Rech (* 1950), ehemaliger Innenminister von Baden-Württemberg[50]